# Marcel Petiot
Marcel Andre Henri Felix Petiot (n. 17 ianuarie 1897, Auxerre, Bourgogne, Franța – d. 25 mai 1946, Paris, Île-de-France, Franța) a fost un medic și criminal în serie francez. După ce au fost descoperite rămășițele a 23 de persoane în subsolul casei sale din Paris, în timpul celui de-al Doilea Război Mondial, Petiot a fost condamnat pentru crime multiple. Cu toate acestea, se consideră că numărul victimelor sale ar putea fi mult mai mare, fiind suspectat de uciderea a aproximativ 60 de persoane în timpul vieții sale, deși cifra exactă rămâne necunoscută.

## Începuturi
Marcel Petiot s-a născut la 17 ianuarie 1897 în Auxerre, Yonne, în nordul Franței. Încă din copilărie, el a demonstrat un comportament violent și deviant. La vârsta de 11 ani, a tras cu pistolul tatălui său în clasă și a făcut propuneri sexuale unei colege de clasă. Pe măsură ce a crescut, a fost implicat într-o serie de infracțiuni, inclusiv jefuirea unei cutii poștale și furt.
La vârsta de 17 ani, a fost evaluat psihiatric și diagnosticat cu o boală mintală. Cu toate acestea, nu este clar dacă afecțiunea sa psihică era reală sau doar o scuză pentru comportamentul său deviant. Ulterior, în timpul adolescenței, a fost exmatriculat de mai multe ori de la școală, dar a reușit să își termine educația într-o academie specială din Paris în iulie 1915.
În Primul Război Mondial, Petiot s-a înrolat voluntar în armata franceză în ianuarie 1916. A fost rănit și gazat în timpul celei de-a doua bătălii de pe Aisne și a suferit mai multe simptome de tulburare psihică. După aceste evenimente, Petiot a fost transferat la diferite centre de reabilitare unde a fost arestat pentru furt de pături militare, morfină și alte provizii militare, precum și pentru furt de portofele, fotografii și scrisori. Ulterior, a fost închis la Orléans.
Într-un spital de psihiatrie din Fleury-les-Aubrais, Petiot a primit mai multe diagnostice de boli mintale, dar a fost trimis din nou pe front în iunie 1918. După ce s-a rănit la picior cu o grenadă, a fost transferat la un alt regiment în septembrie același an. Cu toate acestea, un alt diagnostic de tulburare psihică a fost suficient pentru a fi externat cu o pensie de invaliditate.

## Cariera medicală și politică

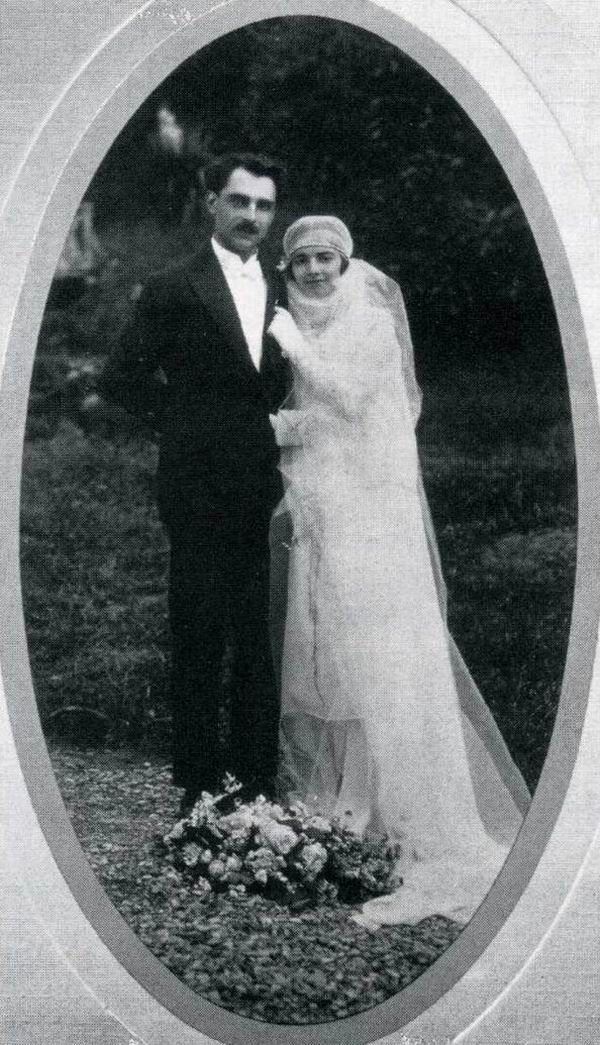
Fotografie de nuntă - Marcel Petiot și Georgette Lablais, 1927.

Petiot a participat la programul de educație accelerată destinat veteranilor de război după Primul Război Mondial și a reușit să-și finalizeze studiile de medicină în opt luni. După absolvire, a devenit intern la spitalul de boli mintale din Évreux, unde și-a obținut diploma de medic în decembrie 1921. La scurt timp după aceea, s-a stabilit în comuna Villeneuve-sur-Yonne, unde a primit plăți pentru serviciile sale medicale atât de la pacienți, cât și din fondurile guvernamentale de asistență medicală.
În timp ce lucra la Villeneuve-sur-Yonne, Petiot a început să folosească narcotice cu efecte de dependență. El și-a câștigat o reputație îndoielnică în rândul comunității medicale locale pentru practicile sale medicale dubioase. Acestea includeau furnizarea de narcotice și efectuarea de avorturi ilegale, precum și furturi mărunte.
Este posibil ca prima victimă a lui Petiot să fi fost Louise Delaveau, fiica unui pacient, cu ea Petiot a avut o relație în 1926. Delaveau a dispărut în luna mai a aceluiași an, iar vecinii au declarat mai târziu că l-au văzut pe Petiot încărcând un cufăr în mașina sa. Poliția a investigat, dar în cele din urmă a clasat cazul ei ca fiind o fugă de acasă. 
În același an, Petiot a participat la campania electorală pentru funcția de primar al orașului Villeneuve-sur-Yonne și a plătit pe cineva pentru a perturba o dezbatere politică cu adversarul său. El a câștigat, iar în timpul mandatului a delapidat fondurile orașului.
În 1927, Petiot s-a căsătorit cu Georgette Lablais, fiica în vârstă de 23 de ani a unui moșier și măcelar bogat din Seignelay. Fiul lor, Gerhardt, s-a născut în aprilie 1928.
Prefectul departamentului Yonne a primit numeroase plângeri referitoare la furturi și afaceri financiare dubioase în care era implicat Petiot. În cele din urmă, acesta a fost suspendat din funcția de primar în august 1931 și a demisionat, însă avea încă mulți susținători. Consiliul comunei a demisionat și el în semn de solidaritate cu el. Cinci săptămâni mai târziu, la 18 octombrie, a fost ales consilier al departamentului Yonne. În 1932, a fost acuzat că a furat electricitate din sat și și-a pierdut locul de consilier. În acest moment, Petiot se mutase deja la Paris.
La Paris, Petiot a atras pacienți folosind acreditări false și și-a construit o reputație impresionantă pentru cabinetul său din 66 Rue de Caumartin. Cu toate acestea, existau zvonuri despre avorturi ilegale și prescrieri excesive de medicamente cu potențial de dependență. În 1936, Petiot a fost numit médecin d'état-civil, cu puterea de a emite certificate de deces. În același an, el a fost închis pentru o perioadă scurtă de timp pentru cleptomanie, dar a fost eliberat în anul următor. În continuare, el a evitat plata taxelor.

## Activitatea din timpul celui de-al Doilea Război Mondial
După înfrângerea Franței de către Germania în 1940, mulți cetățeni francezi au fost obligați să muncească forțat în Germania. În această perioadă, Petiot a devenit cunoscut pentru furnizarea de certificate medicale false pentru a ajuta persoanele înrolate să evite munca forțată. De asemenea, el a acordat asistență medicală pentru bolile muncitorilor care s-au întors în Franța.
În iulie 1942, Petiot a fost condamnat pentru prescrierea excesivă de narcotice, dar acest lucru nu a pus capăt activității sale ilegale. Există informații că Petiot a continuat să furnizeze certificate medicale false și a ajutat la falsificarea documentelor de identitate pentru membrii Rezistenței franceze.
Cu toate acestea, după război, Petiot a susținut că el însuși a fost implicat în activități de Rezistență. El a pretins că a dezvoltat arme secrete care puteau ucide germanii fără a lăsa urme și că a plantat capcane prin întreg Parisul. De asemenea, el a susținut că a avut întâlniri cu comandanții aliați și a lucrat cu un grup de antifasciști spanioli.
Aceste afirmații au fost contestate de mulți istorici și cercetători. Nu există dovezi clare care să susțină aceste afirmații ale lui Petiot, dar nici nu pot fi complet negate.

## Rețeaua de evacuare ilegală
În timpul Ocupației, Petiot a pus în aplicare o schemă extrem de profitabilă. Folosind numele de cod „Dr. Eugène”, Petiot pretindea că are o soluție pentru ca persoanele căutate de germani sau de guvernul de la Vichy să ajungă în siguranță în afara Franței. Pentru un preț exorbitant de 25.000 de franci de persoană, el susținea că poate aranja o trecere spre Argentina sau în altă parte a Americii de Sud prin Portugalia.
Pentru a-și pune planul în aplicare, Petiot a colaborat cu trei complici: Raoul Fourrier, Edmond Pintard și René-Gustave Nézondet. Aceștia au direcționat victimele către „Dr. Eugène”, inclusiv evrei, luptători ai Rezistenței și infractori obișnuiți, care credeau că vor fi salvați de la persecuția naziștilor. Odată ce victimele erau sub controlul său, Petiot le spunea că oficialii argentinieni impuneau ca toți cei care intrau în țară să fie inoculați împotriva bolilor. Cu acest pretext, el le injecta cianură, otrăvindu-le în mod deliberat. Apoi, el le lua toate obiectele de valoare și se debarasa de cadavre.
Marcel Petiot a încercat să-și ascundă crimele prin aruncarea cadavrelor în Sena la început, dar ulterior a găsit metode mai eficiente de a le distruge. El a scufundat cadavrele în calcar sau le-a incinerat. În 1941, Petiot a cumpărat o casă pe 21 Rue le Sueur, în apropiere de Arcul de Triumf. A cumpărat casa în aceeași săptămână în care Henri Lafont s-a întors la Paris cu bani și cu permisiunea Abwehrului de a recruta noi membri pentru Gestapoul francez.
Gestapo a aflat în cele din urmă despre schema lui Petiot și a presupus că face parte din Rezistență. Agentul Gestapo Robert Jodkum a forțat pe deținutul Yvan Dreyfus să se apropie de presupusa rețea, dar Dreyfus a dispărut fără urmă. Ulterior, un informator a reușit să se infiltreze cu succes în operațiune, iar Gestapoul a arestat pe Fourrier, Pintard și Nézondet. În timpul torturii, aceștia au mărturisit că „Dr. Eugène” era de fapt Marcel Petiot. 
Cei trei complici ai lui Petiot au petrecut opt luni în închisoare, fiind suspectați că au ajutat evreii să evadeze. Chiar și în timpul torturii, aceștia nu au identificat niciun alt membru al Rezistenței, deoarece nu cunoșteau niciunul. Gestapoul i-a eliberat pe cei trei bărbați în ianuarie 1944.

## Descoperirea crimelor

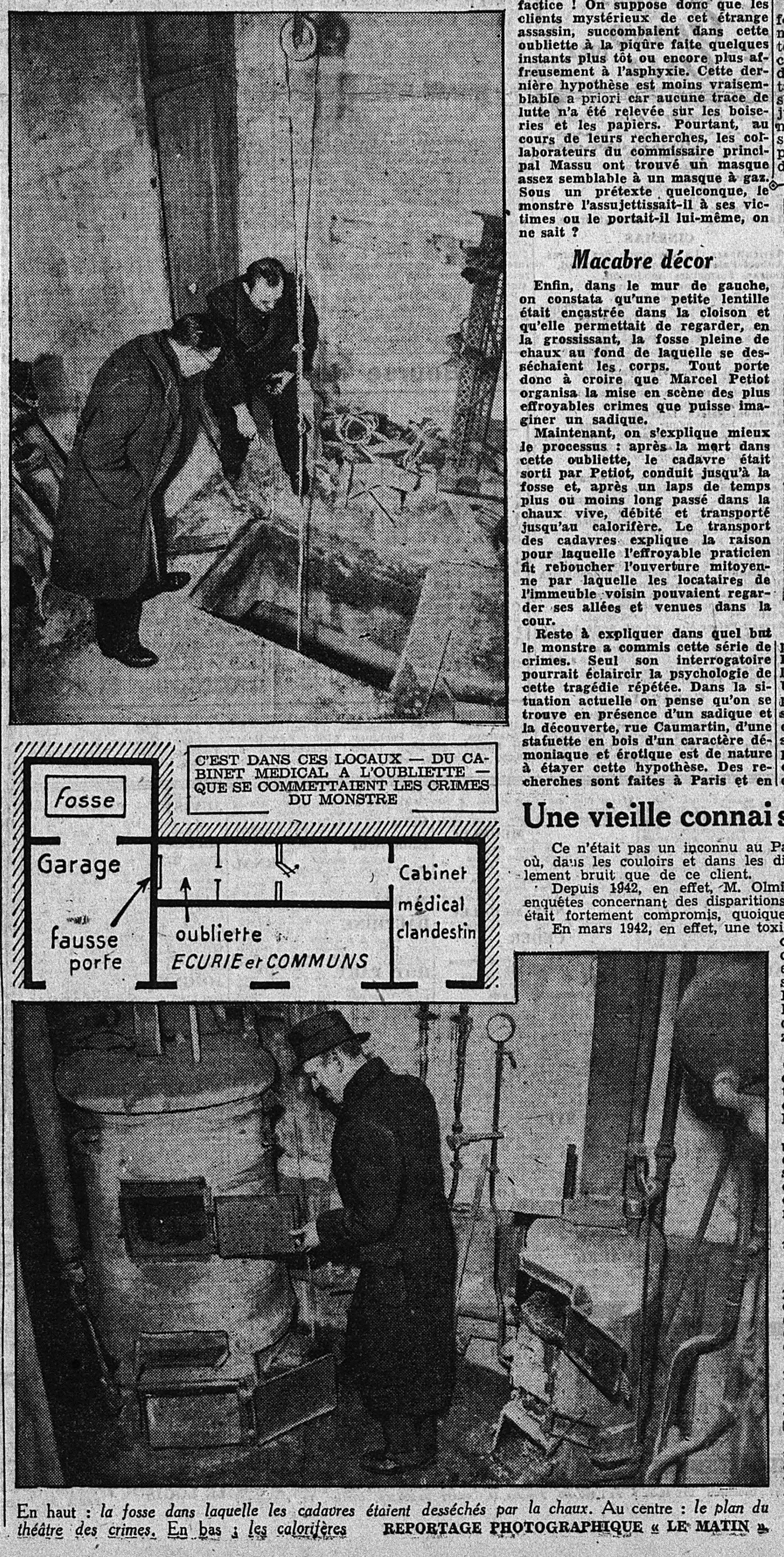
Articol din ziarul Le Matin din 14 martie 1944, care relatează despre descoperirea din 21 Rue Le Sueur.

Pe 11 martie 1944, vecinii lui Petiot de pe Rue Le Sueur s-au plâns la poliție de mirosul urât din zonă și de cantitățile mari de fum care ieșeau din coșul de fum al casei sale. Temându-se de un incendiu la coșul de fum, poliția a chemat pompierii, care au intrat în casă și au găsit un incendiu mare într-o sobă cu cărbuni din subsol. În timp ce încercau să stingă incendiul, pompierii au descoperit rămășițe umane împrăștiate prin subsol, printre care se aflau oase, craniile și alte resturi anatomice. Pe lângă rămășițele umane găsite în subsolul casei, au mai fost descoperite și alte dovezi ale crimelor lui Petiot. În curtea din spate, a fost găsită o groapă umplută parțial cu calcar, în care se aflau alte rămășițe umane. De asemenea, a fost găsit un sac de pânză, conținând și el resturi anatomice. În total, suficiente părți de corpuri au fost descoperite pentru a reprezenta cel puțin zece victime.
Pe lângă aceste dovezi oribile, pe proprietatea lui Petiot s-au găsit și alte obiecte personale ale victimelor sale, cum ar fi valize, haine și bijuterii. Aceste descoperiri au confirmat suspiciunile autorităților că Petiot a profitat de situația creată de Ocupația nazistă în Franța pentru a-și pune în aplicare planurile de ucidere în masă.
Reacția mass-media la aceste descoperiri a fost una intensă, iar știrile despre cazul Petiot au ajuns în toată Europa. Presa a acoperit amănunțit ancheta și procesul, iar acesta a fost unul dintre cele mai mediatizate cazuri de crimă din istoria Franței. Știrile despre Petiot au ajuns în Elveția, Belgia și Scandinavia și au șocat opinia publică din întreaga Europă.

## Evadarea și capturarea
Pe parcursul celor șapte luni în care s-a ascuns, Marcel Petiot a susținut că era căutat de Gestapo pentru uciderea germanilor și a informatorilor. În realitate, el era un criminal în serie care a comis cel puțin 27 de omoruri. A trăit ascuns la diferiți prieteni, iar mai târziu a locuit cu un pacient numit Georges Redouté, adoptând diverse pseudonime și lăsându-și barba să crească. 
În momentul eliberării Parisului în 1944, Petiot s-a alăturat forțelor franceze din interior (FFI) sub numele de „Henri Valeri”. A ajuns căpitan și a fost însărcinat cu contraspionajul și interogarea prizonierilor. Însă, când ziarul Rezistența a publicat un articol despre el, avocatul său de apărare a primit o scrisoare de la Petiot, în care acesta își susținea nevinovăția și că acuzațiile publicate erau minciuni. Aceasta a fost o greșeală fatală pentru Petiot, deoarece a dat poliției un indiciu că se afla încă în Paris. Căutările au fost reluate, iar „Henri Valeri” a fost printre cei mobilizați să-l găsească.  
La 31 octombrie 1944, jandarmul Charles Donnier a oprit în fața gării de trenuri de navetiști St Mande din Paris un bărbat care a prezentat o carte de identitate a căpitanului armatei franceze Henri Valéry Watterwald, în vederea unui control de identitate. Acesta semăna izbitor cu Marcel Petiot, ale cărui fotografii fuseseră afișate în toate secțiile de poliție și jandarmerie. Bărbatul avea asupra sa mai multe cărți de identitate, pe nume diferite, atât bărbătești, cât și feminine, un pistol și 31.700 de franci.
La data de 2 noiembrie 1944, o confruntare cu soția și fratele său a dovedit că bărbatul era, într-adevăr, Marcel Petiot. S-a aflat că, sub numele de luptător al rezistenței Watterwald, care murise, Petiot se alăturase serviciului militar de contrainformații.  

## Procesul și sentința
Petiot a fost încarcerat în închisoarea La Santé. El a susținut că este nevinovat și că a ucis doar dușmani ai Franței. Petiot a declarat că a descoperit mormanul de cadavre din 21 Rue le Sueur în februarie 1944, dar a presupus că acestea erau colaboratori uciși de membrii „rețelei” sale de rezistență. Cu toate acestea, poliția a constatat că Petiot nu avea prieteni în niciunul dintre principalele grupuri de Rezistență. Unele dintre grupurile de Rezistență despre care vorbea nu au existat niciodată și nu existau dovezi ale niciuneia dintre faptele sale pretinse. Procurorii l-au acuzat, în cele din urmă, de cel puțin 27 de crime pentru profit și i-au estimat câștigurile la până la 200 de milioane de franci. 
Petiot a fost judecat la 19 martie 1946 și a fost acuzat de 135 de infracțiuni, printre care se numărau omoruri și fraude. René Floriot, un celebru avocat, l-a reprezentat pe Petiot în fața procurorilor și a echipei de avocați angajați de rudele victimelor sale. În timpul procesului, Petiot a ironizat avocații acuzării și a susținut că victimele sale erau colaboratori sau agenți dubli, sau că erau în viață și trăiau sub nume noi în America de Sud. El a recunoscut că a ucis 19 dintre cele 27 de victime găsite în casa sa și a susținut că acestea erau germani și colaboratori, parte dintr-un total de 63 de „dușmani” uciși.
Floriot a încercat să îl prezinte pe Petiot ca pe un erou al Rezistenței, dar judecătorii și jurații nu au fost impresionați. În cele din urmă, Petiot a fost declarat vinovat de 26 de capete de acuzare și a fost condamnat la moarte.
La 25 mai 1946, Petiot a fost decapitat, după câteva zile de așteptare, din cauza unei probleme cu mecanismul de eliberare a ghilotinei. Corpul său a fost înmormântat la cimitirul din Ivry. Cu toate acestea, mormântul său a fost profanat de mai multe ori, iar în cele din urmă a fost demolat în 1994.